# George Slefendorfas
George Slefendorfas (nascut el 7 de gener de 1983) és un futbolista australià que actualment és un agent lliure, significant que no juga per cap equip. Jugà com a davanter pel Waitakere United i el Canterbury United del Campionat de Futbol de Nova Zelanda. És d'origen lituà i papú.

## Trajectòria esportiva
Nascut a Papua Nova Guinea, la família de Slefendorfas va immigrar a Austràlia quan George tenia 8 anys, establint-se a Cairns (Queensland). Després de jugar en diferent clubs arreu de Cairns, va captar l'atenció del Dalkurd FF, un equip de la tercera divisió sueca. Abans d'anar-se'n a Suècia, Slefendorfas va ajudar el Marlin Coast Rangers guanyar en un 8–0 contra el Mareeba Bulls en la primera divisió de futbol amateur de Queensland, marcant un hat trick.
Aviat Slefendorfas se'n tornà a Austràlia; va ser transferit al Heidelburg United el 2010, un equip de la primera divisió de futbol amateur de Victòria. Després d'aquest, fou fitxat pel Sunshine George Cross FC, un equip de la segona divisió de Victòria.
George Slefendorfas contactà Reggie Davani —un gran de la selecció papú de futbol—, amb qui jugà al Sunshine George Cross, i contactà al final l'entrenador del Canterbury United Keith Braithwaite qui el fitxà per la temporada 2011-12 de l'ASB Premiership.
Slefendorfas debutà excel·lentment amb el Canterbury United contra l'equip que quedà últim en la temporada prèvia, el YoungHeart Manawatu, ja que marcà dos gols en un partit que resultà en un 4–0 en la primera ronda de la temporada. En la ronda següent Slefendorfas marcà quatre gols en un partit que acabà en un 5–0 contra el Waikato FC. Però, George Slefendorfas no marcà cap gol en les vuit rondes següents; va marcar cinc gols en un partit contra el Hawke's Bay United a English Park el 4 de febrer de 2012.
Slefendorfas a partir de la temporada 2012-13 començà a jugar amb el Waitakere United. Slefendorfas tan sols jugà en dos partits i marcà un gol. A inicis del 2013 se li acabà el contracte i des d'aleshores és un agent lliure.